# Сінхай
35°35′26″ пн. ш. 99°59′11″ сх. д. / 35.59063° пн. ш. 99.98628° сх. д.
Сінхай (кит. 兴海县, пін. Xīnghăi Xiàn) — один із повітів КНР у складі Хайнань-Тибетської автономної префектури, провінція Цинхай. Адміністративний центр — містечко Цзигортанг.

## Географія
Сінхай лежить на висоті близько 3300 метрів над рівнем моря на північному сході Тибетського плато. Східним кордоном повіту слугує річка Хуанхе.

### Клімат
Повіт знаходиться у зоні так званої «гірської тундри», котра характеризується кліматом арктичних пустель. Найтепліший місяць — липень із середньою температурою 12,7 °C. Найхолодніший місяць — січень, із середньою температурою -11 °С.
| Клімат повіту Сінхай    | Клімат повіту Сінхай | Клімат повіту Сінхай | Клімат повіту Сінхай | Клімат повіту Сінхай | Клімат повіту Сінхай | Клімат повіту Сінхай | Клімат повіту Сінхай | Клімат повіту Сінхай | Клімат повіту Сінхай | Клімат повіту Сінхай | Клімат повіту Сінхай | Клімат повіту Сінхай | Клімат повіту Сінхай |
| Показник                | Січ.                 | Лют.                 | Бер.                 | Квіт.                | Трав.                | Черв.                | Лип.                 | Серп.                | Вер.                 | Жовт.                | Лист.                | Груд.                | Рік                  |
| Середній максимум, °C   | −0,7                 | 2,2                  | 6,6                  | 12,2                 | 14,4                 | 16,5                 | 18,8                 | 18,9                 | 15,1                 | 10                   | 4,8                  | 0,6                  | 10                   |
| Середня температура, °C | −11                  | −7,4                 | −2,3                 | 3,3                  | 7,5                  | 10,5                 | 12,7                 | 12                   | 8,1                  | 2                    | −5,1                 | −9,8                 | 1,7                  |
| Середній мінімум, °C    | −19,3                | −15,6                | −10,1                | −4,3                 | 0,6                  | 4,5                  | 6,8                  | 5,7                  | 2,3                  | −4,2                 | −12,5                | −17,8                | −5,3                 |
| Норма опадів, мм        | 1.5                  | 1.6                  | 5.7                  | 12.7                 | 49.5                 | 77.4                 | 87.3                 | 69.2                 | 54.7                 | 15.8                 | 1.3                  | 1.2                  | 377.9                |
| Вологість повітря, %    | 38                   | 35                   | 36                   | 40                   | 54                   | 65                   | 70                   | 68                   | 68                   | 57                   | 41                   | 37                   | 50.8                 |
| ----------------------- | -------------------- | -------------------- | -------------------- | -------------------- | -------------------- | -------------------- | -------------------- | -------------------- | -------------------- | -------------------- | -------------------- | -------------------- | -------------------- |
| Джерело: data.cma.cn    |                      |                      |                      |                      |                      |                      |                      |                      |                      |                      |                      |                      |                      |